# ナース・プラクティショナー
ナース・プラクティショナー（Nurse Practitioner, NP）とは、主にアメリカ合衆国においてみられる、上級の看護職である。一定レベルの診断や治療などを行うことが許されており、臨床医と看護師の中間職と位置づけられる。

## アメリカ合衆国
| 急性期ケア     | 6.5％  |
| 成人           | 22.5％ |
| 家庭           | 61.7％ |
| 消化器         | 2.6％  |
| 新生児         | 0.2％  |
| 腫瘍           | 1.0％  |
| 小児           | 1.8％  |
| 精神・精神保健 | 1.4％  |
| 女性の健康     | 2.1％  |

アメリカ合衆国においては、全50州が、NPによる医療行為を認めている。 看護師基本資格は登録看護師（Registered Nurse, RN）として区別される。現在ではRN全体の8%にあたる15万人が、NP資格を持っている。
NPは、看護師として一定以上の職務経験を積んだものが専門職大学院において必要な学位を取得し試験に合格することにより、この資格を得ることができる。同職は州単位の規制によって規定されており、NP自らによる診療所の開設は、自己の責任においてこれが可能である州、提携関係にある医師の監督下において可能となる州などがある。
NPの可能な行為は、医師の補助のほか、医師のいない過疎地等においては自らプライマリケアの主体となっている場合もある。初期症状の診断、処方、投薬などを行うことが出来るが外科手術などは行うことが出来ない。NPの専門領域は、全ての州で認められているウィメンズヘルス（女性の健康）、小児、高齢者、精神、急性期の５つの領域のほか、救急、家族、新生児などの領域がある。
米国で導入されたのは1960年代。1965年にはコロラド大学で看護師のLoretta Fordと 医師のHenry Silverにて小児領域でNPの養成が開始された。1988年には全50州で、NPの診療行為に対して診療報酬が認められるようになった。米国では医療費や医師の給与が高額なため、NPの導入には医療コストの削減という側面もある。
さらに女性の権利拡大（women’s movement ）や市民権運動、当時の大統領リンドン・ベインズ・ジョンソンの政策やベトナム戦争によってヘルスケアや看護も変化したことがNP確立の背景になっていると考えられている。

## 日本
日本では2008年に大学院修士課程でナースプラクティショナーの養成教育がスタートしており、大学院修了と同時に日本NP大学院協議会のNP認定試験に合格しNP（診療看護師）に認定される。現在は制度化が進められている（要望提出）。
日本看護協会はナース・プラクティショナーまたはそれに類似する資格を創設し医療ニーズに応えることが必要であると考えている。
これに対して日本医師会は2009年の時点で、問題の本質は医師不足であり、医療の安全・質の点から、ナース・プラクティショナーの導入に反対している。
両方を所管する厚生労働省は2010年の時点で、今後の医療ニーズに鑑み、看護師の役割拡大の検討を始め、2015年10月1日より「特定行為に係る看護師の研修制度」を開始した。ただしこの研修によって看護師は独自に診療を行えるようになるわけではなく、あくまで医師の指示のもと、手順書によって定められた特定行為（診療の補助）を行えるようになるに留まっている点でアメリカのナース・プラクティショナーとは異なる。
また助産師は、現行法においても独立した助産院の開業資格が認められておりウィメンズ・ヘルス分野においては助産師が実質的にナースプラクティショナーとして機能している。

### 沖縄の介輔制度
1972年（昭和47年）以前のアメリカ占領下の沖縄では、正規の医師ではないが医療行為を行える資格として介輔という制度が設けられた。しかしながらこれは、いわゆる代用医師としての意味合いが強く、初めから専門職として位置付けられているナース・プラクティショナーとは、経緯・意味合いが大きく異なるものである。
また、当時の沖縄においては、一般に対する予防医療行為を行った高度看護師として公衆衛生看護婦（公看）という資格が存在していたが、この職種は、沖縄が日本に返還された後に保健師に統合された。